# Euritião
Na mitologia grega, Euritião (em grego clássico: Εὐρυτίων; romaniz.: Eurytion) era centauro e pastor dos rebanhos de Gerião junto com o cão Ortros, irmão de Cérbero na mítica ilha de Erítia.